# Emma Gapchenko
Emma Gapchenko (en ruso: Эмма Гапченко; 24 de febrero de 1938-6 de diciembre de 2021) fue una deportista soviética que compitió en tiro con arco, en la modalidad de arco recurvo.
Participó en los Juegos Olímpicos de Múnich 1972, obteniendo una medalla de bronce en la prueba individual. Ganó cinco medallas en el Campeonato Mundial de Tiro con Arco al Aire Libre entre los años 1969 y 1973, y cinco medallas en el Campeonato Europeo de Tiro con Arco al Aire Libre entre los años 1970 y 1974.

## Palmarés internacional
| Juegos Olímpicos                 | Juegos Olímpicos                | Juegos Olímpicos  | Juegos Olímpicos |
| Año                              | Lugar                           | Medalla           | Prueba           |
| -------------------------------- | ------------------------------- | ----------------- | ---------------- |
| 1972                             | Múnich (RFA)                    | Medalla de bronce | Individual       |
| Campeonato Mundial al Aire Libre |                                 |                   |                  |
| Año                              | Lugar                           | Medalla           | Prueba           |
| 1969                             | Valley Forge (Estados Unidos)   | Medalla de oro    | Equipo           |
| 1971                             | York (Reino Unido)              | Medalla de oro    | Individual       |
| 1971                             | York (Reino Unido)              | Medalla de plata  | Equipo           |
| 1973                             | Grenoble (Francia)              | Medalla de oro    | Equipo           |
| 1973                             | Grenoble (Francia)              | Medalla de bronce | Individual       |
| Campeonato Europeo al Aire Libre |                                 |                   |                  |
| Año                              | Lugar                           | Medalla           | Prueba           |
| 1970                             | Hradec Králové (Checoslovaquia) | Medalla de oro    | Equipo           |
| 1970                             | Hradec Králové (Checoslovaquia) | Medalla de plata  | Individual       |
| 1972                             | Walferdingen (Luxemburgo)       | Medalla de oro    | Equipo           |
| 1974                             | Zagreb (Yugoslavia)             | Medalla de oro    | Equipo           |
| 1974                             | Zagreb (Yugoslavia)             | Medalla de plata  | Individual       |